# Cespedosa de Tormes
Cespedosa de Tormes là một đô thị ở tỉnh Salamanca, phía tây Tây Ban Nha, cộng đồng tự trị Castile-Leon. Đô thị này có cự ly 58 kilômét so với tỉnh lỵ Salamanca và có dân số thời điểm năm 2003 là 589 người. Đô thị này có diện tích 46,29 km².
Khu vực này nằm trên độ cao 1020 mét trên mực nước biển.
Mã số bưu chính là 37750.